# Divertimento voor solo cello
Het Divertimento voor solo cello werd gecomponeerd door Krzysztof Penderecki in 1994. Het is geschreven voor en opgedragen aan de maestrocellist Mstislav Rostropovitsj. Componist en cellist kenden elkaar al ongeveer 20 jaar en de cellist gaf de première van het 2e celloconcert van de Pool.
Het divertimento is een portret van de cellist en bevat vier delen:
1. Sarabande
2. Serenade
3. Scherzo
4. Notturno

De componist en dus de solist wisselen normaal strijken (col crine) en col legno met elkaar af. De stemming wisselt van virtuoos tot klaagzang.

## Bron en discografie
- Uitgave Naxos; Arto Noras, cello.